# Bob-Weltmeisterschaft 1965
Die 23. Bob-Weltmeisterschaft fand am 23. und 24. Januar im Zweierbob sowie am 30. und 31. Januar 1965 in St. Moritz in der Schweiz auf dem traditionsreichen Olympia Bob Run St. Moritz–Celerina statt. Weltmeister wurden im Zweierbob die Briten Anthony Nash und Robin Dixon. Nach dem Olympiasieg von 1964 war es für das Duo der zweite große Titel. In der Viererbob-Konkurrenz ging der Titel an kanadische Team um Victor Emery, welches 1964 ebenfalls Olympiasieger geworden war, allerdings in etwas anderer Besetzung. Für Kanada bedeutete der Sieg den ersten Weltmeistertitel im Bobsport überhaupt.

## Konstellation
Die beiden letzten Großereignisse im Bobsport hatten beide im österreichischen Igls stattgefunden, 1963 die Weltmeisterschaft, 1964 die Olympischen Spiele. Nach einer Durststrecke, die ihren Ursprung bei den fehlenden Bobwettbewerben bei den Olympischen Winterspielen 1960 in Squaw Valley hatte, war speziell durch die Olympischen Winterspiele im Vorjahr das Interesse am Bobsport wieder gestiegen. Mit Kanada und Großbritannien hatten sich zudem zwei neue Nationen in die Olympische Siegerliste eingetragen und somit auch neuen Zuspruch entfacht. Überdies hatte in Gestalt von Victor Emery erstmals ein Pilot mehr Wert auf die athletischen Fähigkeiten seiner Mitstreiter gelegt und den Start als entscheidende Schwachstelle mit viel Steigerungspotential ausgemacht. Auch das britische Duo Nash/Dixon, was erst 1963 erstmals in Erscheinung getreten war, sorgte für frischen Wind in der Bobszene.
Darüber hinaus gab es nach den Olympischen Winterspielen bis kurz vor der WM einige prominente Rücktritte. An erster Stelle stand dabei Rekordweltmeister Eugenio Monti, der erneut eine berufsbedingte Auszeit nahm. Der ewige Zweite Sergio Zardini war 1964 nach Kanada ausgewandert und leitete dort ein Wintersportzentrum. Der schon 35-jährige Deutsche Franz Schelle baute nunmehr eine Bobschule in Ohlstadt auf und schuf damit die Basis für künftige deutsche Erfolge.
Neu war zudem auch eine erstmals ausgetragene sogenannte Europameisterschaft, die der Christallo-Club in Cortina eine Woche vor der Zweierbob-Konkurrenz auch erstmal nur im Zweierbob ausgetragen hatte. Da hatten die Österreicher Thaler/Koxeder erstmals einen Titel für Österreich im Bobsport gewinnen können.

## Zweierbob
Bei leichtem Schneefall starteten 18 Bobs auf der von Franz Kapus umgebauten traditionsreichen Strecke. Während im ersten Lauf die britischen Olympiasieger Nash/Dixon Bestzeit fuhren, waren im zweiten Lauf die Italiener Ruatti/de Lorenzo am schnellsten. In der Tageswertung lagen Nash/Dixon vor den Italienern und den Kanadiern Emery/Young, wobei alle drei Bobs noch Titelchancen hatten. Danach reihten sich schon mit einem gewissen Abstand die Schweizer Caviezel/Birk ein und anschließend nochmals mit schon erheblichem Abstand der Rest des Feldes. Die Schweizer Grossenbacher/Gosshard waren zu dem Zeitpunkt schon ausgeschieden. Nach tiefen Nachttemperaturen präsentierte sich die Bahn am zweiten Wettkampftag in sehr guter Verfassung und ließ schnelle Zeiten zu. Das zeigten vor allem Nash/Dixon, die in beiden Läufen der Konkurrenz deutlich die Grenzen aufzeigten. Speziell im dritten Lauf fuhren sie reichlich eine Sekunde schneller als die zweitbesten Deutschen Wörmann/Braun. Da der Italiener Ruatti nur die neuntbeste Zeit fuhr, lagen die Kanadier Emery/Young auf Rang zwei gefolgt von den Schweizern Caviezel/Birk. Allerdings konnten die Italiener im letzten Lauf mit der zweitbesten Zeit noch beide Bobs überholen und sicherten sich Silber. Bronze ging an die Kanadier, während Nash/Dixon nach dem Olympiasieg nun auch den Weltmeistertitel gewannen.
| 1  | GBR I  | Anthony Nash Robin Dixon              | 1:18,49 | 1:18,96 | 2:37,45 | 1:16,94 | 1:16,91 | 5:11,30 |     |     |
| 2  | ITA I  | Rinaldo Ruatti Enrico de Lorenzo      | 1:19,11 | 1:18,67 | 2:37,78 | 1:19,46 | 1:17,33 | 5:14,57 |     |     |
| 3  | CAN I  | Victor Emery Michael Young            | 1:18,89 | 1:19,03 | 2:37,92 | 1:18,73 | 1:18,34 | 5:14,99 |     |     |
| 4  | SUI I  | Gion Caviezel Willy Birk              | 1:19,67 | 1:19,20 | 2:38,87 | 1:18,19 | 1:18,29 | 5:15,35 |     |     |
| 5  | FRG I  | Franz Wörmann Hubert Braun            | 1:21,11 | 1:19,06 | 2:40,17 | 1:18,01 | 1:18,60 | 5:16,78 |     |     |
| 6  | GBR II | John Blockey Mike Freeman             | 1:20,42 | 1:19,62 | 2:40,04 | 1:18,32 | 1:18,50 | 5:16,86 |     |     |
| 7  | FRG II | Anton Pensberger Roland Eberhardt     | 1:19,80 | 1:20,43 | 2:40,23 | 1:19,28 | 1:19,14 | 5:18,65 |     |     |
| 8  | ITA II | Gianfranco Gaspari Leonardo Cavallini | 1:21,04 | 1:20,92 | 2:41,96 | 1:18,38 | 1:18,35 | 5:18,69 |     |     |
| 9  | USA II | Charles McDonald Chuck Pandolph       | 1:20,73 | 1:21,18 | 2:41,91 | 1:19,59 | 1:19,11 | 5:20,61 |     |     |
| 10 | AUT    | Max Kaltenberger Hans Ritzl           | 1:21,77 | 1:20,06 | 2:41,83 | 1:19,70 | 1:19,19 | 5:20,72 |     |     |
| 11 | SWE    | Runo Olofsson Hans Solstroem          | 1:23,26 | 1:23,17 | 2:46,43 |         |         | 5:28,85 |     |     |
| 12 | TCH I  | Milan Kuzelovsky Josef Bandats        |         |         | 2:49,59 |         |         | 5:32,64 |     |     |
| 13 | FRA I  | Lucien Della Vedova Jacques Depetro   |         |         | 2:49,59 |         |         | 5:33,83 |     |     |
| 14 | TCH II | Josef Pavlikovic Ladislav Tomas       |         |         | 2:47,22 |         |         | 5:34,10 |     |     |
| 15 | FRA II | Pierre Gallienne Claude Cartier       |         |         | 2:51,07 |         |         | 5:36,90 |     |     |
| −  | CAN II | John Emery Peter Kirby                | 1:21,17 | 1:20,09 | 2:41,26 |         | DNF     | DNF     |     |     |
| −  | USA I  | Larry McKillip Charlie Hoffer         | 1:21,52 | 1:23,42 | 2:44,94 | DNS     | DNS     | DNS     |     |     |
| −  | SUI II | Franz Grossenbacher Adriano Gosshard  | DNF     | DNF     | DNF     | DNF     | DNF     | DNF     | DNF | DNF |

## Viererbob
Bereits im Training hatte sich die gute Form der kanadischen Olympiasieger um Victor Emery angedeutet, die allerdings auf John Emery verzichten mussten, da er sich im Zweierbob-Wettbewerb verletzt hatte. Allerdings zeigten auch Bobs aus anderen Nationen gute Leistungen, so dass der Ausgang der Viererbob-Konkurrenz ziemlich offen war. Am ersten Wettkampftag wurden die Kanadier bei Temperaturen um +5 °C ihrer Favoritenrolle gerecht. Bereits im ersten Lauf hatten sie sechs Zehntel Vorsprung vor Zweierbob-Weltmeister Tony Nash. Hinter dem Briten lagen allerdings noch acht Teams mit Rückstanden im Bereich einer Sekunde, so dass der Kampf um Silber und Bronze Hochspannung erwarten ließ. Dies zeigte sich bereits im zweiten Lauf, wo hinter den Spitzenreitern das Klassement gehörig durcheinander gewirbelt wurde. Nunmehr lag der deutsche Bob mit Pilot Toni Pensberger auf dem Silberrang, gefolgt vom Italiener Nevio de Zordo mit nur vier Hundertsteln Rückstand. Weiter drei Zehntel dahinter lagen die Briten um Tony Nash. Aber auch die Amerikaner um Pilot Fred Fortune hatten mit 19 Hundertsteln Rückstand auf Bronze noch reelle Medaillenchancen. 
Am zweiten Wettkampftag bei etwas kühleren Temperaturen um +2 °C konnte die Konkurrenz den Kanadiern den Weltmeistertitel nicht mehr streitig machen. Zum einen fuhren sie im dritten Lauf erneut die beste Laufzeit, zum anderen schlug sich die Konkurrenz selbst. Pensberger fuhr nur die neuntbeste Zeit
und rutschte durch die geringen Zeitabstände auf den siebten Platz. Nunmehr lagen hinter den an sich schon uneinholbaren Kanadiern der Italiener de Zordo und der Amerikaner Fortune, wenngleich die Briten um Nash nur fünf Hundertstel Rückstand auf Bronze hatten. Mit einer Sicherheitsfahrt im vierten Lauf, die nur die fünftbeste Zeit bedeutete, sicherte sich Victor Emery nach 1963 seinen zweiten Weltmeistertitel mit über 2 Sekunden Vorsprung. Der Kampf um Silber war an Dramatik aber kaum zu überbieten. Da Nevio de Zordo im vierten Lauf nur die sechstbeste Zeit fuhr, geriet die Silbermedaille enorm in Gefahr. Am Ende fehlten den Amerikanern um Pilot Fred Fortune nur eine Hundertstel Sekunde. Anton Pensberger rückte der mit zweitbesten Laufzeit noch auf den vierten Rang vor.
| Platz | Land   | Sportler                                                            | 1. Lauf | 2. Lauf | 1. Tag  | 3. Lauf | 4. Lauf | Gesamt  |
| ----- | ------ | ------------------------------------------------------------------- | ------- | ------- | ------- | ------- | ------- | ------- |
| 1     | CAN I  | Victor Emery Gerald Presley Michael Young Peter Kirby               | 1:19,43 | 1:19,09 | 2:38,52 | 1:19,17 | 1:20,09 | 5:17,78 |
| 2     | ITA I  | Nevio de Zordo Italo De Lorenzo Pietro Lesana Robert Mocellini      | 1:20,70 | 1:19,21 | 2:39,91 | 1:19,79 | 1:20,12 | 5:19,82 |
| 3     | USA I  | Fred Fortune Richard Knuckles Joe Wilson James Lord                 | 1:20,61 | 1:19,52 | 2:40,13 | 1:19,91 | 1:19,79 | 5:19,83 |
| 4     | FRG II | Anton Pensberger Thomas Pongrats Helmut Wurzer Roland Eberhardt     | 1:20,59 | 1:19,28 | 2:39,87 | 1:20,69 | 1:19,76 | 5:20,32 |
| 5     | ITA II | Rinaldo Ruatti Enrico De Lorenzo Leonardo Cavallini Sergi Mocellini | 1:20,45 | 1:20,15 | 2:40,60 | 1:19,92 | 1:20,02 | 5:20,54 |
| 6     | SUI I  | Jean Wicki Arthur Leuger Willi Hofmann Walter Graf                  | 1:20,23 | 1:20,28 | 2:40,51 | 1:19,92 | 1:20,34 | 5:20,77 |
| 7     | GBR I  | Anthony Nash Guy Renwick Robin Dixon Robin Widdows                  | 1:20,02 | 1:19,92 | 2:39,94 | 1:20,15 | 1:20,71 | 5:20,80 |
| 8     | FRG I  | Franz Wörmann Kaspar Oster Josef Gerg Hubert Braun                  | 1:20,42 | 1:20,38 | 2:40,80 | 1:20,47 | 1:19,64 | 5:20,91 |
| 9     | AUT I  | Manfred Hofer Franz Tomasini Adolf Baumgartner Karl Pichler         | 1:20,65 | 1:19,91 | 2:40,56 | 1:20,86 | 1:21,60 | 5:23,02 |
| 10    | SUI II | Hans Zoller Robert Zimmermann Hans Kleinpeter Fritz Luedi           |         |         | 2:41,73 | 1:20,66 | 1:21,04 | 5:23,43 |
| 11    | CAN II | Lamont Gordon Paul Leveseau Darcy Coulson Purvis McDougal           | 1:21,57 | 1:20,16 | 2:41,73 |         |         | 5:24,04 |
| 12    | GBR II | John Blockey Michael Kirby John Robert Morrison Michael Freeman     | 1:22,07 | 1:21,39 | 2:43,46 |         |         | 5:25,55 |
| 13    | SWE    | Kjell Lutteman Eric Wennerberg Hans Solstroem Heino Freyberg        | 1:22,56 | 1:20,72 | 2:43,28 |         |         | 5:27,28 |
| 14    | FRA    | Bertrand Croset Louis Courtois Jean Dupont-Roc Henri Sirvain        | 1:24,98 | 1:23,24 | 2:48,22 |         |         | 5:37,95 |
| −     | USA II | James Hickey Dick Davies Ralph Wiles Mike Hallrock                  | 1:20,63 | 1:20,19 | 2:40,82 |         | DNF     | DNF     |

## Medaillenspiegel
| Platz | Land               | Gold | Silber | Bronze | Gesamt |
| ----- | ------------------ | ---- | ------ | ------ | ------ |
| 1     | Kanada             | 1    | 0      | 1      | 2      |
| 2     | Großbritannien     | 1    | 0      | 0      | 1      |
| 3     | Italien            | 0    | 2      | 0      | 2      |
| 4     | Vereinigte Staaten | 0    | 0      | 1      | 1      |